# Natrijev nitrit
Natrijev nitrit (kemijska formula NaNO2) se uporablja kot barvno ustvarjalen in varovalen dodatek v mesu in ribah. Čist natrijev nitrit je bel ali rahlo rumenkasto kristalen prah. V vodi je zelo topljiv in higroskopski-vpija vlago iz zraka. Skupaj s kisikom oksidira v natrijev nitrat-NaNO3. Komponenta je močna oksidacijska mešanica.
Uporablja se pri proizvodnji barvil diazo, nitrozo in drugih organskih spojin. Za barvanje in tiskanje tekstilnih tkanin in beljenje vlaken. V laboratorijih kot reagent in zaviralec korozij, za kovinske prevleke. V proizvodnji kemikalij za gumarstvo.  Prav tako se lahko uporablja kot elektrolit za elektrokemično brušenje v proizvodnih procesih. Običajno se razredči v približno 10% koncentracije v vodi. Natrijev nitrit je uporaben v človeški in veterinarski medicini kot vazodilatator, kot bronhodilatator in protistrup za zastrupitve s cianidom.
V živilski industriji se uporablja kot aditiv za živila in ima dvojni pomen. Uporaba za spreminjanje barve konzerviranemu mesu in ribam in tako preprečuje rast Clostridium botulinum, bakterije, ki povzročajo botulizem. V Evropski uniji se lahko uporablja samo v mešanici s  soljo. Vsebuje lahko največ 0,6% natrijevega nitrita. Označuje se s črko E in vodi se pod oznako E250.

## Ugotovitve o nevarnih lastnostih
Požar ali eksplozija
V stiku s plamenom pospešuje gorenje. Snov lahko eksplozivno razpade, če se segreva ali če je v ognju. Lahko eksplodira zaradi segrevanja ali onesnaževanja. Snov reagira eksplozivno z oglikovodiki(gorivi). Lahko povzroči vžig gorljivih snovi (les,papir,olje,oblačila,itd.). Kontejner lahko eksplodira pri segrevenju. Iztekanje lahko povzroči požar ali eksplozijo.
Zdravje
Vdihovanje, zaužitje ali stik (koža,oči) s parami ali snovjo lahko povzroči hude poškodbe, opekline ali smrt. Pri požaru lahko nastanejo dražilni, jedki in/ali strupeni plini. Širjenje požara ali odtekanje vode za gašenje lahko povzroča onesnaženje.

## Ukrepi za prvo pomoč
Vdihovanje
Ponesrečenca treba je premakniti na svež zrak, po potrebi se mu nudi umetno dihanje. Pri oteženem dihanju si pomagamo s kisikom.
Stik s kožo in očmi
V primeru stika s snovjo je treba takoj odstraniti kontaminirano obleko in obutev. Izpirati je treba kožo ali oči s tekočo vodo najmanj 20 min.

## Ukrepi ob požaru
Mali požar
Pri gašenju malega požara je treba uporabiti le vodo, ne sme se uporabiti prahu, ogljikovega dioksida, halonov ali pene.
Veliki požari
Pri velikem požaru je treba gasiti področje požara z velikimi količinami vode z velike oddaljenosti. Uporablja se vodne topove. Če je bilo vozilo ali tovor izpostavljeno vročini se ga ne sme premikati. Odmakniti se je treba od koncev cisterne. Tovor je treba hladiti tudi ko ne gori več.
Primerna sredstva za gašenje
Uporabiti je treba le vodo.
Posebna zaščitna oprema za gasilce
Gasilska zaščitna obleka ja priporočljiva samo v primeru požara, v drugih situacijah je neučinkovita. Uporablja se lahko izolirani dihalni aparat (IDA).

## Ukrepi ob nezgodnih izpustih
Varnost ljudi
Za varnost ljudi je takoj treba izolirati področje razsutja ali iztekanja v radiju 50m. Preprečiti je treba dostop nepooblaščenim osebam, ostati je treba v zavetju in ne se zadrževati v bližini. Pred vstopom v prostor ga je treba prezračiti.
Evakuacija
Ko pride do razlitju ali razsutju, je treba evakuirati ljudi na razdalji 100m v vseh smereh. V primeru požara, če gori železniški vagon, cisterna ali priklopnik je treba izolirati področje v premeru 800m, prav tako je potrebna evakuacija ljudi v polmeru 800m. Izvesti je treba ukrepe varovanja in reševanja.

## Nadzor nad izpostavljenostjo/varnost in zdravje pri delu
Osebna zaščita
- zaščita dihal: dihala zaščitimo s tem da uporabimo respirator - dihalni aparat.
- zaščita rok:   za zaščito rok uporabimo zaščitne rokavice.
- zaščita oči:   za zaščito oči uporabimo zaščitna očala, v delovnem prostoru mora biti   prisotna tekoča voda za izpiranje.

Delavna higiena
Nositi je treba predpisano zaščitna oblačila. Kontaminirano obleko in obuvalo je treba predhodno oprati, preden ponovno uporabimo.

## Toksikološki podatki
Delovanje na koži
Na koži povzroči vnetje, rdečico, in bolečino. Absorbira se skozi kožo in tako povzroči zastrupitev organizma. Pojavijo se simptomi težkega požiranja.
Delovanje na oči
Na oči deluje tako da povzroča vnetje - draženje, rdečico in bolečino.
Vdihavanje
Pri vdihavanju povzroča vnetje dihalnih poti in zastrupitve organizma s simptomi, kakršni nastanejo pri požiranju kemikalij.
Požiranje
V primeru požiranja povzroči vnetje ust, požiralnika, želodca. Velike količine povzročijo poškodbe krvi in krvnih žil. Znaki in simptomi zastrupitve: vrtoglavica, bruhanje, kolaps, krči zaradi bolečin v želodcu, povečan srčni utrip, nepravilno dihanje, koma in smrt povzročena s cirkularnim obtokom. Kritična doza 1 do 2 grama.